# Euderces tibialis
Euderces tibialis là một loài bọ cánh cứng trong họ Cerambycidae.